# Rob Brown
Rob Brown (1959, Paramaribo) is een Nederlandse tap- en jazzdanser en medeoprichter van Opus One Theaterproducties.
Brown volgde een dans- en theateropleiding van 1980 tot 1987 bij de European School of Jazz Dance. Ook hij was een van de oprichters van Opus One, en bij dit gezelschap heeft hij uiteenlopende dansproducties op zijn naam staan. Na meningsverschillen met de andere oprichters besloot hij het gezelschap te verlaten en in Duitsland zijn carrière voort te zetten. In Berlijn was hij jarenlang solist bij het ballet van de Revue Friedrich Stadtpalast.